# جائزة كندا الكبرى 1997
جائزة كندا الكبرى 1997 هو سباق فورمولا 1 أقيم بتاريخ 15 يونيو 1997 في حلبة جيل فيلنوف، مونتريال، كندا. كان السابع من أصل 17 في بطولة العالم لسباقات الفورمولا واحد موسم 1997. حلّ الألماني مايكل شوماخر أولا بينما جاء الفرنسي جان إليزي في المركز الثاني وحصل على المركز الثالث الإيطالي جانكارلو فيزيكيلا.